# Drynaria rigidula
Drynaria rigidula är en stensöteväxtart som först beskrevs av Olof Peter Swartz, och fick sitt nu gällande namn av Richard Henry Beddome. Drynaria rigidula ingår i släktet Drynaria och familjen Polypodiaceae. Inga underarter finns listade.

## Bildgalleri

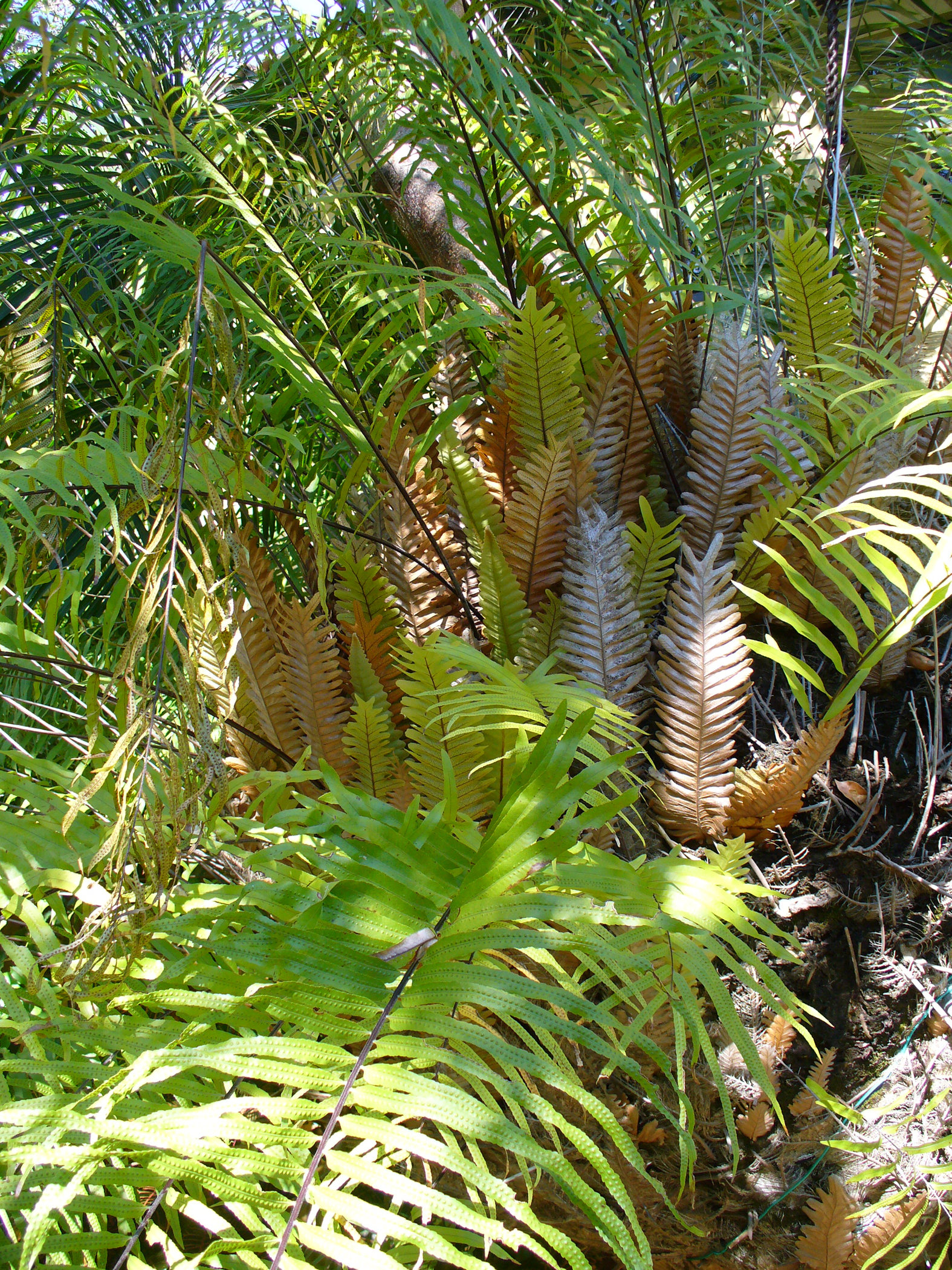
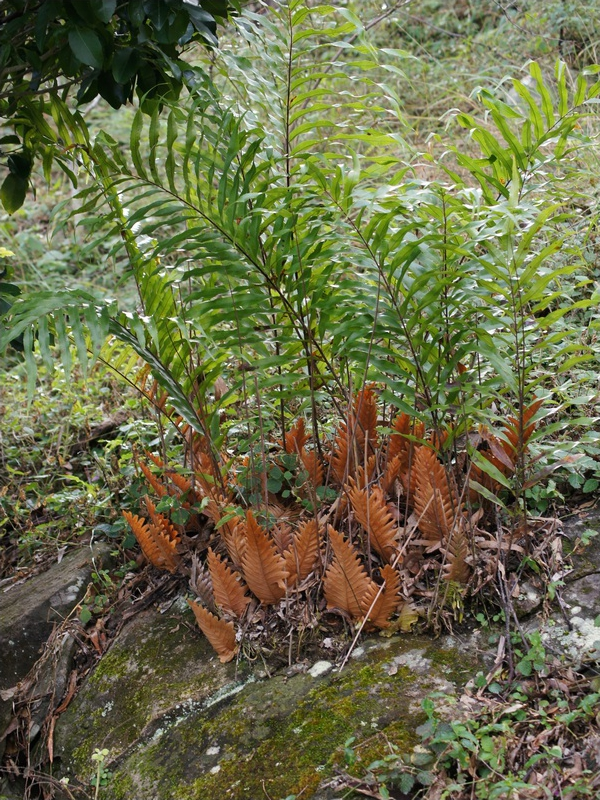